# Kuşdalı, Eruh
Kuşdalı là một xã thuộc huyện Eruh, tỉnh Siirt, Thổ Nhĩ Kỳ. Dân số thời điểm năm 2008 là 81 người.